# Morgane de toi
Cet article concerne l’album. Pour la chanson, voir Morgane de toi (chanson).
Albums de Renaud
Un Olympia pour moi tout seul
(1982) Mistral gagnant
(1985)
Singles
1. En cloque / Ma chanson leur a pas plu...
2. Morgane de toi / Déserteur
3. Doudou s'en fout (live) / Près des autos tamponneuses

Morgane de toi est le 6e album studio de Renaud enregistré en 1983 à Los Angeles, aux États-Unis. La quatrième piste de l’album est éponyme de l’album et sa musique a été composée par Henri-Alain Langolff.

## Liste des pistes
Toutes les chansons sont écrites et composées par Renaud Séchan sauf où indiqué.
| 1.    | Dès que le vent soufflera                                     | 4:26 |
| 2.    | Deuxième Génération                                           | 4:15 |
| 3.    | Pochtron !                                                    | 3:17 |
| 4.    | Morgane de toi (amoureux de toi) (musique de Franck Langolff) | 6:12 |
| 5.    | Doudou s'en fout                                              | 5:09 |
| 6.    | En cloque                                                     | 3:04 |
| 7.    | Ma chanson leur a pas plu…                                    | 3:43 |
| 8.    | Déserteur                                                     | 3:48 |
| 9.    | Près des autos tamponneuses (musique de Franck Langolff)      | 5:27 |
| 10.   | Loulou                                                        | 4:24 |
| 43:45 |                                                               |      |

## Personnel de musique
- Arrangements : Alain Ranval, Gérard Prévost, Miguel Ravoux, et Jean-Philippe Goude.
- Réalisation : Thomas Noton
- Guitares : Michael Landau, Peter White, Miguel Ravoux, Albert Lee.
- Claviers : Randy Kerber, Daryl Dragon, Jean-Philippe Goude.
- Basse : Neil Stubenhaus.
- Batterie : Mike Baird, Carlos Vega.
- Percussions : Paulinho Da Costa, Emil Richards.
- Saxophone et harmonica : Marc Macino.
- Accordéons : Jean-Louis Roques, Peter White.
- Chœurs : Renaud, Klaus Blasquiz, Alain Ranval, Gérard Prévost, Thomas Noton.
- Direction des cordes et régie de l'orchestre : Erich Bulling.
- Premier violon : Assa Drori.
- Ingénieur du son : Greg Edwards.
- Assistant : Paul Reynolds.

Album mixé en France aux studios Ferber par René Ameline et Éric Arburger.

## Certification
| Pays          | Certification | Équivalence/Ventes |
| ------------- | ------------- | ------------------ |
| France (SNEP) | Platine       | 400,000            |

## Supports
L’album est sorti en 1983 sur disque vinyle, disque compact (qui venait d’apparaitre) et cassette audio.